# Mimice
Mimice so naselje na Hrvaškem, ki upravno spada pod mesto Omiš; le-ta pa spada pod Splitsko-dalmatinsko županijo.

## Lega
Mimice so slikovito vaško naselje z obeh strani glavne ceste Split - Dubrovnik, ki ležijo okoli 15 km jugovzhodno od Omiša. Kraj je znan po kvalitetnih turističnih penzionih. Ob obali je več zalivčkov z lepimi plažai.
Krajevni pristan ima okoli 50 m dolg valobran s pomolom globine do 4 m. Pristan je dobro zavarovan pred vetrovi, razen pred močnim jugom. Na koncu pomola stoji svetilnik, ki oddaja signalni znak Z Bl 3s. Nazivni domet svetilnika je 4 milje.  

## Demografija
| Pregled števila prebivalcev po letih | Pregled števila prebivalcev po letih | Pregled števila prebivalcev po letih | Pregled števila prebivalcev po letih | Pregled števila prebivalcev po letih | Pregled števila prebivalcev po letih | Pregled števila prebivalcev po letih | Pregled števila prebivalcev po letih | Pregled števila prebivalcev po letih | Pregled števila prebivalcev po letih | Pregled števila prebivalcev po letih | Pregled števila prebivalcev po letih | Pregled števila prebivalcev po letih | Pregled števila prebivalcev po letih | Pregled števila prebivalcev po letih |
| ------------------------------------ | ------------------------------------ | ------------------------------------ | ------------------------------------ | ------------------------------------ | ------------------------------------ | ------------------------------------ | ------------------------------------ | ------------------------------------ | ------------------------------------ | ------------------------------------ | ------------------------------------ | ------------------------------------ | ------------------------------------ | ------------------------------------ |
| 1857                                 | 1869                                 | 1880                                 | 1890                                 | 1900                                 | 1910                                 | 1921                                 | 1931                                 | 1948                                 | 1953                                 | 1961                                 | 1971                                 | 1981                                 | 1991                                 | 2001                                 |
| 0                                    | 0                                    | 0                                    | 24                                   | 39                                   | 39                                   | 0                                    | 0                                    | 319                                  | 306                                  | 267                                  | 255                                  | 198                                  | 236                                  | 250                                  |